# Cirsium daghestanicum
Cirsium daghestanicum là một loài thực vật có hoa trong họ Cúc. Loài này được Kharadze mô tả khoa học đầu tiên năm 1961.